# Monastero mechitarista (Vienna)
Il monastero mechitarista di Vienna (in tedesco Wiener Mechitaristenkloster; in armeno Վիեննայի Մխիթարեան վանք?, Viennayi Mkhit′arean vank) è uno dei due monasteri della Congregazione armena cattolica mechitarista, con sede a Vienna, in Austria. La sede principale dell'ordine si trova a San Lazzaro degli Armeni, Venezia, da cui nel 1773 si staccò il ramo di Vienna. Questo si stabilì inizialmente a Trieste, ma si trasferì a Vienna nel 1805. Dopo secoli di separazione, i due rami di Vienna e Venezia si sono riuniti nel 2000. Il monastero di Vienna è stato dichiarato la loro principale abbazia. Fino all'inizio del XX secolo è stata un'importante istituzione accademica. Ora contiene un gran numero di manoscritti armeni, riviste armene occidentali, monete e altri oggetti.
I mechitaristi di Vienna producono un liquore alle erbe noto come Mechitharine - popolare in Austria  - che vendono nel loro negozio. Lo producono dal 1889 ed è la loro principale fonte di reddito. Altre fonti di reddito includono l'affitto di proprietà e le visite guidate.

## Storia della congregazione
La Congregazione di Vienna (in armeno Վիեննայի Մխիթարեան միաբանութիւն?, Viennayi Mkhit′arean miabanut′iun; in latino Ordo Mechitaristarum Vindobonensis, OMechVd;  in tedesco Wiener Mechitaristen Kongregation) ebbe origine nel 1773 quando un gruppo di monaci lasciò l'isola di San Lazzaro a Venezia, e si stabilì a Trieste, allora sotto il dominio austriaco (asburgico). L'imperatrice Maria Teresa li accolse nei suoi domini e il 30 maggio 1775 concesse loro il permesso di fondare un monastero e una chiesa e di gestire una tipografia. Dopo l'invasione e l'occupazione di Trieste da parte di Napoleone, i mechitaristi si trasferirono nella capitale imperiale di Vienna nel 1805 poiché erano sudditi asburgici. Nel 1811 si stabilirono ad Am Platzl, un convento di cappuccini abbandonato appena fuori le mura della città, nella zona di St. Ulrich. La congregazione acquistò la proprietà nel 1814.
Nel 1925 Ignaz Seipel, cancelliere d'Austria, descrisse i mechitaristi come "i primi pionieri della cultura austriaca in Oriente".
Secondo l'Enciclopedia cattolica del 1912 c'erano 125 cattolici di rito armeno residenti a Vienna su una popolazione totale di 2.004.493. Nel 1901 il monastero aveva 10 sacerdoti mechitaristi, rispetto ai 16 residenti a San Lazzaro, Venezia. All'inizio degli anni 2010 il numero dei padri che risiedevano nel monastero era di 5, 6 o 7.

### Oggi
Oggi è uno dei luoghi di culto meno conosciuti di Vienna, nonostante la sua posizione nel centro della città. Circa 4.000 persone visitano il monastero ogni anno, inclusi pensionati, alunni, turisti, in particolare quelli di origine armena. Negli ultimi anni, politici e funzionari come il presidente armeno Serzh Sargsyan, il presidente serbo Tomislav Nikolić, parlamentari austriaci, ambasciatori di paesi stranieri di stanza in Austria, e diplomatici austriaci hanno visitato il monastero. Circa 30-50 persone, sia armeni (compresi i non cattolici) che cattolici non armeni, partecipano alla messa domenicale.

## Monastero

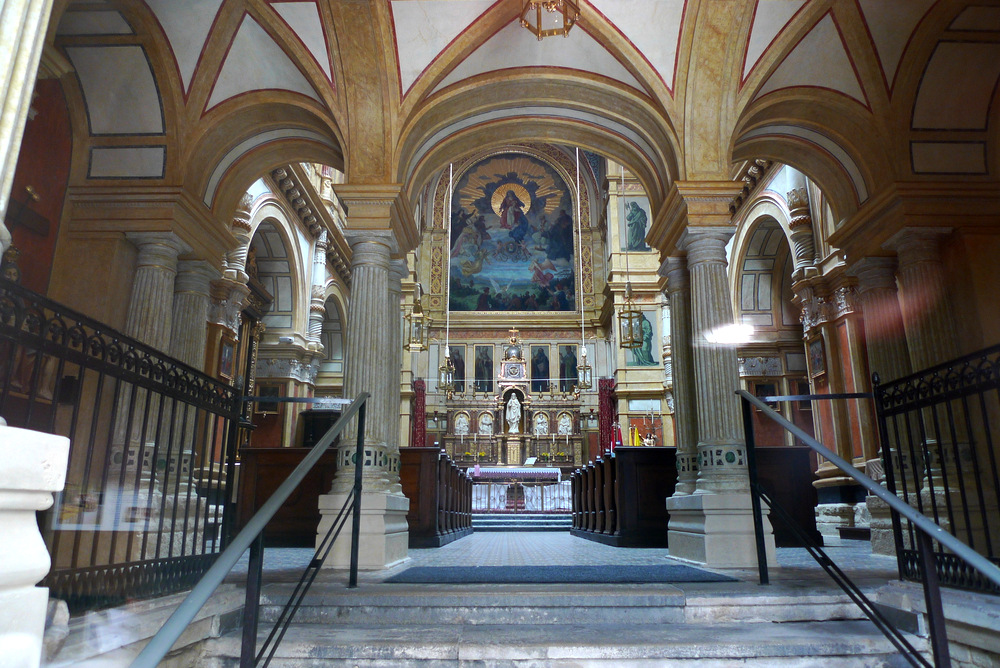
L'interno della chiesa

L'attuale edificio del monastero è stato progettato da Joseph Kornhäusel. Patrocinato dall'imperatore Ferdinando I e dall'imperatrice Maria Anna, ne venne iniziata la costruzione nel 1835 e la sua prima pietra fu posta il 18 ottobre 1837. L'edificio, che si estende lungo la Mechitaristengasse, ha quattro piani. Un dipinto murale del 1839, raffigurante la Moltiplicazione dei pani e dei pesci, del pittore romantico tedesco Ludwig Ferdinand Schnorr von Carolsfeld, si trova nel refettorio, costruito secondo il progetto di Kornhäusel.
Due ali e una nuova chiesa furono aggiunte al monastero nel 1874, l'ultimo grande ampliamento del complesso. Il monastero è cresciuto in modo significativo rispetto alle sue dimensioni originali e ora occupa quasi l'intera lunghezza della Mechitaristengasse. L'interno della chiesa, chiamata Kirche Maria Schutz,  fu progettato da Camillo Sitte in stile neo-rinascimentale e la chiesa consacrata il 15 agosto 1874. L'altare contiene un dipinto di Sitte intitolato La protezione di Santa Maria dell'Armenia di padre e figlio Schnorr von Carolsfeld.  L'altare laterale, dedicato a Gregorio l'Illuminatore, è stato progettato da Theophil Hansen, un architetto neoclassico di origine danese noto per l'edificio del Parlamento austriaco. La chiesa fu ristrutturata nel 1901, restaurata nel 1958 e per l'ultima volta nel 2011. Nel 2015 nel cortile del monastero è stato inaugurato un khachkar dedicato alle vittime del genocidio armeno.

## Collezioni

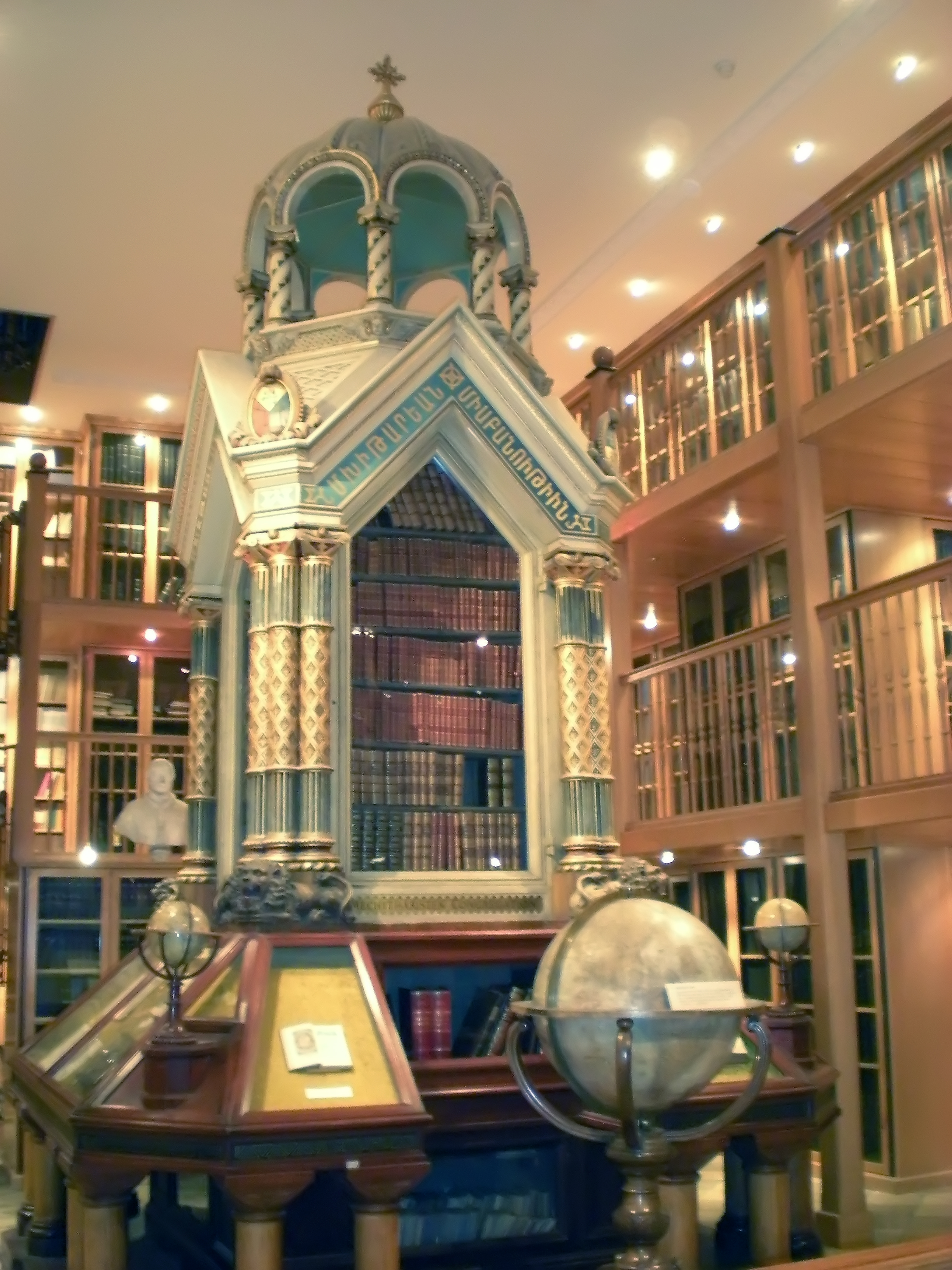
La biblioteca del monastero

Il monastero conserva un numero significativo di manoscritti antichi e medievali, monete, costumi popolari, tappeti, libri, periodici e altri oggetti. Un articolo del 1984 su Austria Today diceva che i mechitaristi di Vienna sono:
(Austria Today)
Secondo Bernard Coulie il monastero custodisce circa 2.800 manoscritti armeni, il che lo rende la quarta più grande collezione al mondo dopo Matenadaran, il Patriarcato armeno di Gerusalemme e San Lazzaro degli Armeni. Secondo Rouben Paul Adalian e il sito web della congregazione il numero dei manoscritti è di 2.600.
La congregazione afferma di avere la più vasta collezione di riviste armene, con circa 70.000 esemplari.  Gia Aivazian, uno studioso di letteratura, ha osservato, nel 1981, che i mechitaristi di Vienna detengono la migliore raccolta di numeri retrospettivi di periodici armeni occidentali. La collezione del monastero ha circa 120.000 volumi in armeno e 15.000 in altre lingue sulla storia, la lingua e altri argomenti armeni.
Scrivendo nel 1973 il numismatico Paul Z. Bedoukian notò che il monastero mechitarista di Vienna aveva circa 3.200 monete armene (incluse centinaia del Regno armeno di Cilicia), la più grande collezione di monete armene nel mondo. Le monete più antiche risalgono al IV secolo a.C.. Ci sono anche altri oggetti culturali armeni, come tappeti, ceramiche, argenteria, dipinti di Naghash Hovnatanian e Ivan Aivazovsky.

## Lavori accademici e pubblicazioni
Il ramo viennese dei mechitaristi divenne particolarmente noto nei campi della filologia e del linguaggio influenzato dall'inclinazione tedesca per il pensiero razionale. Le pubblicazioni dei mechitaristi, sia a San Lazzaro che a Vienna, contribuirono notevolmente alla raffinatezza della letteratura armena occidentale.
Il monastero ebbe una propria tipografia fino al 2000 circa. Le sue pubblicazioni da allora sono stampate a Yerevan. All'inizio del XX secolo la casa editrice dei mechitaristi viennesi disponeva di 70 tipi di caratteri armeni, più di ogni altra. Una pubblicazione inglese del 1839 scriveva che il loro "eccellente istituto di stampa ha pubblicato una moltitudine di pubblicazioni pie e utili".
Il periodico accademico Handes Amsorya ("Rivista mensile") è stato pubblicato dai Mechitaristi di Vienna dal 1887. È il secondo periodico armeno più antico in stampa oggi. Oltre a quelle di numerosi studiosi armeni, furono pubblicate anche opere di studiosi stranieri come Heinrich Hübschmann e Nicholas Marr. Serviva da collegamento intermedio tra le borse di studio armene ed europee.